# Truro City Police
La Truro City Police (anglais pour « Police de la ville de Truro »), appelée Truro Borough Police (« Police du borough de Truro ») jusqu'en 1877, était le corps policier de la ville de Truro dans les Cornouailles au Royaume-Uni de 1836 à 1921. Elle était établie selon la Municipal Corporations Act 1835 (en) (la « Loi des corporations municipales de 1835 »). En mars 1921, elle fut amalgamée avec la Cornwall County Constabulary (en).

## Annexe